# Flamanville
|  | Per a altres significats, vegeu «Flamanville (Sena Marítim)». |

Flamanville és un municipi francès al departament de la la Mànega de la regió de Normandia. L'any 2007 tenia 1.687 habitants.

## Demografia

### Població
El 2007 la població de fet de Flamanville era de 1.687 persones. Hi havia 668 famílies de les quals 208 eren unipersonals (104 homes vivint sols i 104 dones vivint soles), 204 parelles sense fills, 208 parelles amb fills i 48 famílies monoparentals amb fills.
La població ha evolucionat segons el següent gràfic:

### Habitatges
El 2007 hi havia 969 habitatges, 693 eren l'habitatge principal de la família, 145 eren segones residències i 131 estaven desocupats. 923 eren cases i 41 eren apartaments. Dels 693 habitatges principals, 330 estaven ocupats pels seus propietaris, 335 estaven llogats i ocupats pels llogaters i 28 estaven cedits a títol gratuït; 11 tenien una cambra, 33 en tenien dues, 157 en tenien tres, 234 en tenien quatre i 258 en tenien cinc o més. 511 habitatges disposaven pel capbaix d'una plaça de pàrquing. A 324 habitatges hi havia un automòbil i a 248 n'hi havia dos o més.

### Piràmide de població
La piràmide de població per edats i sexe el 2009 era:
| Homes | Edats   | Dones |
| ----- | ------- | ----- |
| 4     | 95 o +  | 0     |
| 0     | 90 a 94 | 4     |
| 4     | 85 a 89 | 24    |
| 8     | 80 a 84 | 20    |
| 44    | 75 a 79 | 44    |
| 40    | 70 a 74 | 48    |
| 12    | 65 a 69 | 40    |
| 44    | 60 a 64 | 36    |
| 40    | 55 a 59 | 48    |
| 68    | 50 a 54 | 40    |
| 88    | 45 a 49 | 52    |
| 52    | 40 a 44 | 72    |
| 52    | 35 a 39 | 56    |
| 60    | 30 a 34 | 44    |
| 60    | 25 a 29 | 44    |
| 68    | 20 a 24 | 36    |
| 68    | 15 a 19 | 36    |
| 44    | 10 a 14 | 60    |
| 48    | 5 a 9   | 36    |
| 48    | 0 a 4   | 48    |

## Economia
El 2007 la població en edat de treballar era de 1.062 persones, 724 eren actives i 338 eren inactives. De les 724 persones actives 655 estaven ocupades (397 homes i 258 dones) i 69 estaven aturades (24 homes i 45 dones). De les 338 persones inactives 89 estaven jubilades, 102 estaven estudiant i 147 estaven classificades com a «altres inactius».

### Ingressos
El 2009 a Flamanville hi havia 687 unitats fiscals que integraven 1.622 persones, la mediana anual d'ingressos fiscals per persona era de 16.035 €.

### Activitats econòmiques
Dels 61 establiments que hi havia el 2007, 7 eren d'empreses extractives, 2 d'empreses alimentàries, 1 d'una empresa de fabricació de material elèctric, 4 d'empreses de fabricació d'altres productes industrials, 5 d'empreses de construcció, 7 d'empreses de comerç i reparació d'automòbils, 1 d'una empresa de transport, 11 d'empreses d'hostatgeria i restauració, 1 d'una empresa financera, 5 d'empreses de serveis, 13 d'entitats de l'administració pública i 4 d'empreses classificades com a «altres activitats de serveis».
Dels 13 establiments de servei als particulars que hi havia el 2009, 1 era una oficina de correu, 1 una oficina bancària, 1 funerària, 1 taller de reparació d'automòbils i de material agrícola, 2 paletes, 1 fusteria, 1 lampisteria, 1 perruqueria, 1 agència de treball temporal i 3 restaurants.
Dels 6 establiments comercials que hi havia el 2009, 2 eren botiges de menys de 120 m², 2 fleques, 1 una fleca i 1 una joieria.
L'any 2000 a Flamanville hi havia 18 explotacions agrícoles que ocupaven un total de 441 hectàrees.

## Equipaments sanitaris i escolars
L'únic equipament sanitari que hi havia el 2009 era una farmàcia.
El 2009 hi havia 1 escola maternal i 1 escola elemental. Flamanville disposava d'un col·legi d'educació secundària amb 281 alumnes.

## Poblacions properes
El següent diagrama mostra les poblacions més properes.